# Pyrus (программное обеспечение)
Pyrus (читается как «Па́йрус») — это система для автоматизации рабочих процессов, бизнес-коммуникаций, управления задачами и согласования документов. Pyrus является SaaS-приложением и представляет собой единую корпоративную коммуникационную среду, доступную с любого устройства. Лауреат российской национальной премии «Цифровые вершины-2018» в номинации «Лучшее решение для обеспечения бизнес-коммуникации». Включен в Единый реестр российского ПО.

## История
Создатель сервиса — программист и предприниматель Максим Нальский.  Он также является основателем еще четырех компаний: iiko (платформа для управления ресторанным бизнесом), ФинГрад (онлайн-сервис для управления финансами), Plazius (система лояльности и платежей для ресторанов, сейчас — СберФуд) и GlowByte (консалтинг и аутсорсинговая разработка программного обеспечения).
Pyrus разрабатывается с 2010 года. Публичный запуск продукта состоялся в 2014 году. Он стал одним из первых бизнес-инструментов, выпустивших приложение для Android Wear в июле 2014 года.
17 декабря 2019 года в Pyrus была зарегистрирована пятидесятимиллионная задача.
По данным на февраль 2020 года, в системе зарегистрировано более 400 000 пользователей.
Компания имеет офисы в Москве (Россия) и Пало-Алто (США).

## Обзор продукта
Основная идея Pyrus заключается в более эффективной организации рабочего дня и автоматизации рутинных задач и процессов, сведении к минимуму использования электронной почты. Отличительной чертой Pyrus является возможность гибкой настройки бизнес-процессов самими пользователями без программирования и привлечения IT-специалистов. Запустить новый процесс в системе можно за несколько минут: необходимо настроить поля формы процесса, определить этапы работы и добавить ответственных и согласующих. Также в Pyrus есть готовые шаблоны для стандартных бизнес-процессов — от согласования договоров и счетов до подачи заявления на отпуск или командировку.

### Функциональность
Онлайн-сервис Pyrus обеспечивает:  
- управление задачами и проектами: делегирование, маршрутизация, учет потраченного времени, повторяющиеся задачи, работа с подзадачами для разделения больших задач на более мелкие, списки и канбан-доски;
- коммуникации внутри команды и с внешними подрядчиками, структурированные по задачам: обсуждение деталей, обмен файлами, добавление связанных задач;
- обработку обращений клиентов (Service Desk / Help Desk) по различным каналам: телефон, email, чат / форма на сайте или в приложении, VK, Instagram, Facebook Messenger, Telegram, Viber;
- электронный документооборот: согласование заявок, платежей, договоров и документов;
- ведение базы клиентов (CRM);
- наглядную аналитику работы сотрудников и бизнес-процессов (срок обработки заявок, уровень сервиса, и т.д.).

Дополнительные возможности:
- объявления для всех сотрудников организации;
- библиотека для создания базы знаний компании;
- справочники;
- оргструктура компании и контакты всех сотрудников;
- добавление гостевых пользователей в систему для работы с подрядчиками и фрилансерами;
- создание задач из внешних электронных писем;
- прикрепление документов и работа с ведущими хранилищами (Google Drive, Dropbox и т.д.);
- расширения для браузеров (Google Chrome, Mozilla Firefox) и почтовых сервисов (Gmail, Outlook Online);
- календарь;
- учёт рабочего времени;
- поиск по разным атрибутам: по участникам обсуждения, ключевым словам, названиям файлов, товаров, номерам счетов и т.п.;
- экспорт информации.

### Интеграции
Pyrus поддерживает интеграцию с ERP и CRM системами, программным обеспечением Microsoft Office, социальными сетями и мессенджерами, электронной почтой и облачными хранилищами. На сентябрь 2020 года Pyrus интегрируется с amoCRM, 1С:Предприятие, Salesforce Sales Cloud, Zoom , VKontakte, Facebook Messenger, Instagram, Telegram, Viber, Google Drive, Gmail, Microsoft Office, Microsoft Outlook, Dropbox, Active Directory, Box, IP-телефонией, МойСклад, Контур.Диадок и другими.

### Мобильное приложение
Мобильные приложения Pyrus доступны для iOS, Android и Android Wear и работают при отсутствии доступа к интернету. Все действия, согласования и переписка сохраняются и синхронизируются с сервером при восстановлении связи, что позволяет сотрудникам работать в любом месте, включая метро и самолет. В качестве напоминаний Pyrus может присылать push-уведомления на смартфон или умные часы пользователя. 

### API
Pyrus имеет API платформу. Она позволяет расширить стороннее приложение, добавив к нему возможности Pyrus, или организовать двусторонний обмен данными между корпоративной IT-системой и онлайн-сервисом. Pyrus API предоставляет два способа интеграции: через REST API и через HTTP-запрос к веб-сервису (Webhooks).
Для двусторонней синхронизации Pyrus с программными продуктами и системами, находящимися внутри сети предприятия, разработчик предлагает готовое приложение Pyrus Sync. С его помощью Pyrus обменивается данными с CRM-системами, бухгалтерскими программами, учетными системами или иными базами данных.

## Безопасность и конфиденциальность
- Защита информации: Pyrus работает по безопасному протоколу HTTPS, который используют приложения онлайн-банкинга при передаче банковских выписок и платежных поручений. Для аутентификации в системе используются безопасные одноразовые коды, что страхует пользователей от риска, что пароль попадет не в те руки.[18]
- Защита персональных данных: Pyrus действует в соответствии с федеральным законом РФ 152-ФЗ «О персональных данных» и Общим регламентом о защите данных (GDPR).
- Резервное копирование: данные в Pyrus реплицируются в реальном времени в два географически распределённых дата-центра. Помимо репликации, Pyrus делает ежедневное резервное копирование, чтобы обеспечить восстановление данных в случае непреднамеренных ошибок.[11][19]

## Распространенность в мире
Поддерживаемые языки – английский и русский.
Клиенты платформы работают в 40 странах мира. Компании используют Pyrus для организации удаленного контроля офисов и автоматизации бизнес-процессов  в продажах, маркетинге, закупках, финансах, HR, IT и обслуживании клиентов. В числе пользователей платформы — Додо Пицца, Hoff, онлайн-кинотеатр ivi и другие компании.  